# Wojna i pokój (film 1956)
Wojna i pokój – amerykańsko-włoski melodramat z 1956 roku na podstawie powieści Lwa Tołstoja. Film w formacie VistaVision.

## Główne role
- Audrey Hepburn – Natasza Rostowa
- Henry Fonda – Pierre Bezuchow
- Mel Ferrer – Książę Andrzej Bołkoński
- Vittorio Gassman – Anatol Kuragin
- Anita Ekberg – Helena Kuragina
- Herbert Lom – Napoleon Bonaparte
- Oscar Homolka – Generał Michaił Kutuzow
- Helmut Dantine – Dołochow
- Tullio Carminati – Książę Wasilij Kuragin
- Barry Jones – Hrabia Rostow
- May Britt – Sonia
- Anna Maria Ferrero – Maria Bołkońska
- John Mills – Płaton Karatajew

## Nagrody i nominacje
Oscary za rok 1956
- Najlepsza reżyseria – King Vidor (nominacja)
- Najlepsze zdjęcia w filmie kolorowym – Jack Cardiff (nominacja)
- Najlepsze kostiumy w filmie kolorowym – Maria De Matteis (nominacja)

14. ceremonia wręczenia Złotych Globów
- Najlepszy film zagraniczny
- Najlepszy dramat (nominacja)
- Najlepsza reżyseria – King Vidor (nominacja)
- Najlepsza aktorka dramatyczna – Audrey Hepburn (nominacja)
- Najlepszy aktor drugoplanowy – Oscar Homolka (nominacja)

10. ceremonia wręczenia nagród Brytyjskiej Akademii Filmowej
- Najlepszy film z jakiegokolwiek źródła (nominacja)
- Najlepsza aktorka brytyjska – Audrey Hepburn (nominacja)